# SCR MOAI
Le SCR MOAI est un système de drone cible développé dans le cadre du Spanish Unmanned Aircraft Program et commercialisé par SCR.

## Histoire
Le drone est développé en parallèle au drone SCR Tucàn et SCR Atlantic.

## Description
Les appareils sont utilisés pour l'entraînement au canon antiaérien et disposent d'une capacité de remorquage d'autres cibles secondaires.

## Caractéristiques
- Autonomie : 1 h 30[3]
- Portée : 80 km maximum
- Envergure : 3,8 m
- Charge utile : 5 kg
- Type moteur : essence

## Opérateurs militaires
- Espagne : entrée en service en 2023[2].